# Bandura

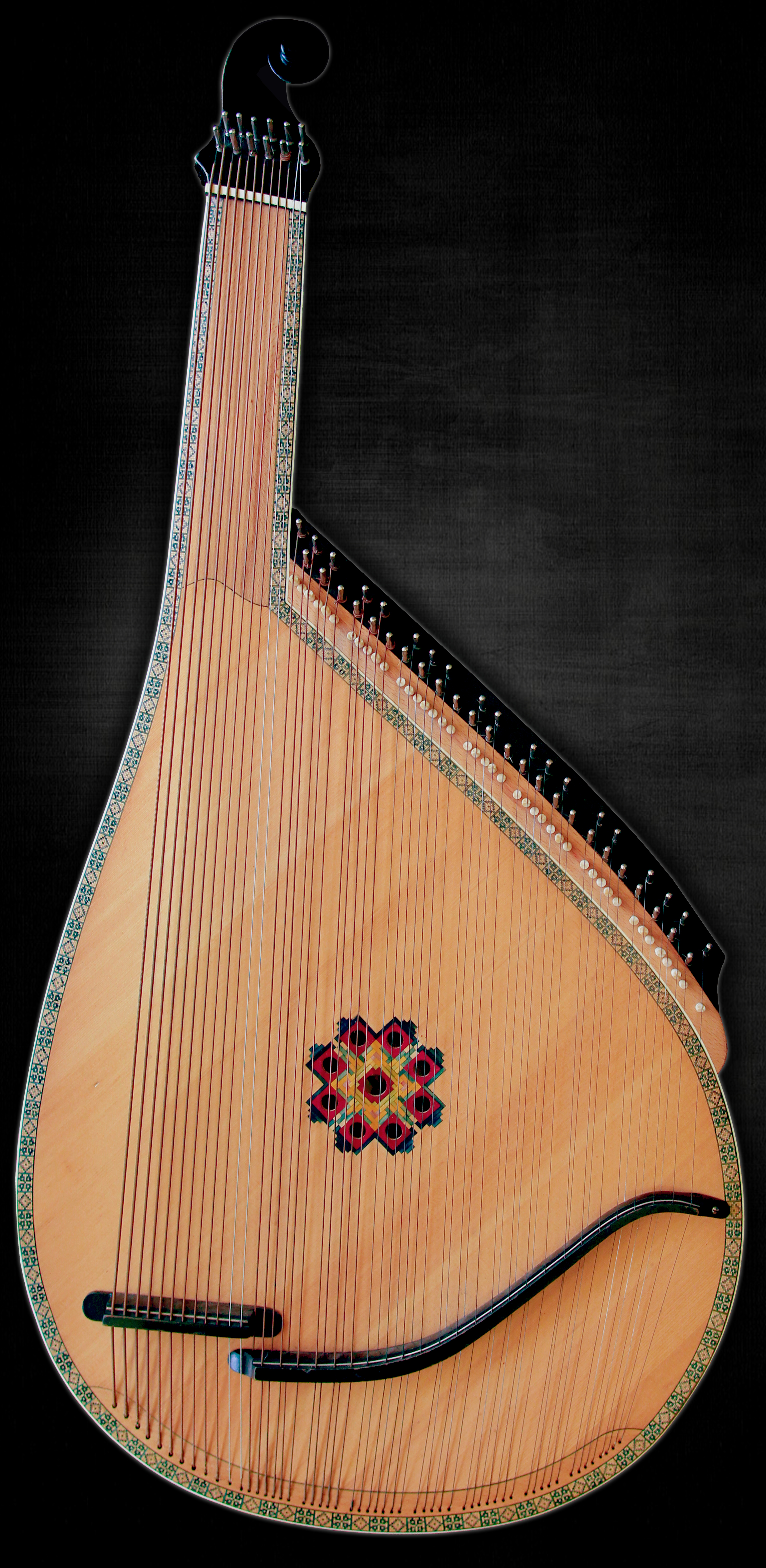
Bandura al estilo de Cherníhiv.

Bandura (en ucraniano: бандура) es un instrumento ucraniano de cuerda pulsada. Combina los elementos de la caja de la cítara y el laúd, así como el predecesor del laúd de estilo barroco: la kobza.
El término es a veces usado para referirse a un buen número de otros instrumentos de cuerda pulsada de Europa del Este, como la zanfona y la guitarra de 5 cuerdas (comúnmente llamada con el diminutivo bandurka). 
Los músicos que interpretan la bandura son llamados banduristas. Algunos intérpretes tradicionales de bandura, normalmente ciegos, fueron llamados kobzarís.
La bandura, según la clasificación de Hornbostel-Sachs, es el número 321.321-5.

## Etimología

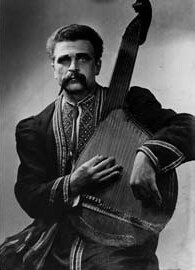
Bandurista del estilo de Járkov - Hryhory Bazhul

La mención más antigua del término bandura data de las crónicas polacas de 1441, que establece que el rey polaco Segismundo III Vasa tenía en su corte un bandurista conocido como Taraszko, que era étnicamente ucraniano, y que era el contrincante del rey en el ajedrez. Un buen número de banduristas étnicamente ucranianos fueron registrados en los documentos medievales polacos.
El término bandura parece haber entrado al ucraniano desde el polaco, que había llegado por medio del latín desde el griego pandora o pandura. 
El término kobza fue utilizado a menudo como sinónimo de bandura, siendo estos intercambiables hasta mediados del siglo XX. El uso del término kobza precede al uso del término bandura. La kobza fue por primera vez mencionada en una crónica polaca de 1313, siendo introducida al ucraniano en algún momento entre los siglos XII y XIII. También se piensa que puede provenir de las lenguas túrquicas
Algunas veces aparece combinado el término como kobza-bandura, refiriéndose al origen dual del instrumento, sin embargo, rara vez es utilizado en el ucraniano oral.
Se puede encontrar el término bandoura en las transliteraciones del ucraniano que se han hecho desde el francés.
El término bandore o bandora puede ser también encontrado para referirse al instrumento. Esto proviene de una inadecuada traducción que se abrió paso en el uso común en los primeros diccionarios soviéticos ucraniano-inglés.

## Historia inicial

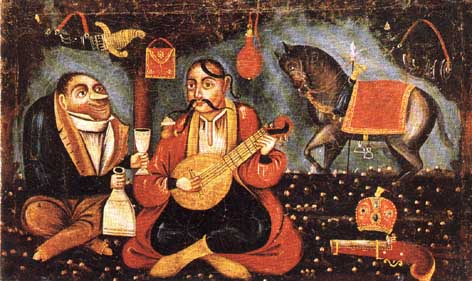
El cosaco Mamái tocando la kobza-bandura.

El uso de instrumentos tipo laúd por los habitantes de los territorios que hoy constituyen Ucrania se remonta al 591.
Hay representaciones iconográficas de instrumentos del tipo laúd del siglo XI en los frescos en la Catedral de Santa Sofía en Kiev, la capital del vasto reino medieval de la Rus de Kiev. No hay noticia que estos instrumentos sean mencionados con anterioridad, sin embargo, se conjetura que instrumentos del tipo laúd son nombrados con el nombre medieval genérico para instrumentos de cuerda, el gusli. 
El instrumento se hizo popular en las cortes de la nobleza el Este de Europa. Hay numerosas menciones de la existencia de banduristas ucranianos tanto en Rusia como Polonia. A la emperatriz Isabel I de Rusia (hija de Pedro I El Grande) se la acusó de haberse casado secretamente con un bandurista ucraniano de la corte, Alekséi Razumovski.
El uso del instrumento inició su declive entre la nobleza con la introducción de los instrumentos musicales occidentales y sus modas musicales, pero siguió siendo el instrumento favorito de los cosacos ucranianos. Después de la destrucción de Sich de Zaporozhia, el instrumento continuó siendo tocado por músicos ciegos itinerantes conocidos como kobzarís en el Margen derecho de Ucrania.

## Desarrollo de la bandura
La invención de un instrumento que combina elementos del laúd y del salterio se atribuye a Francesco Landini, un compositor-laudista italiano del trecento. Filippo Villani escribió en su Liber de civitatis Florentiae, "...(Landini) inventó una nueva especie de instrumento, un cruce entre laud y salterio, que se llamó serena serenarum, un instrumento que produce un exquisito sonido cuando se pellizcan sus cuerdas". Raras inconografías evidencias (por artistas como Alessandro Magnasco) revela que tales instrumentos aún se usaban sobre el año 1700. Instrumentos similares fueron documentados como existentes en Ucrania un siglo antes.
En las manos de los cosacos de Zaporozhia, la bandura tuvo significativas transformaciones, conllevando cambios en su construcción y desarrollo de un repertorio específico. En la Sich de Zaporozhia se establecieron escuelas especiales para músicos ciegos, poniendo las bases a la tradición épica de los kobzar. Sobre el siglo XVIII los instrumentos se desarrollaron en variantes de aproximadamente cuatro o cinco cuerdas sobre el mástil (con o sin traste), y sobre diecisiete cuerdas sobre la caja de resonancia conocida como prystrunky, literalmente "cerca de las cuerdas", en una escala diatónica sobre la caja de resonancia. La bandura con esta forma, permaneció relativamente inalterada hasta finales del siglo XIX.

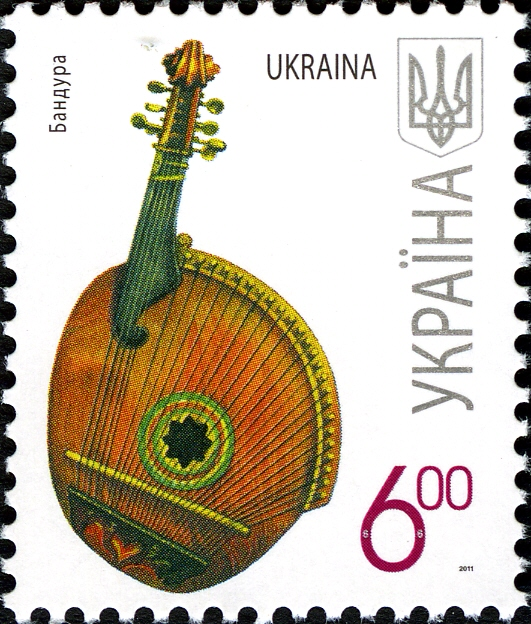
Sello de correos ucraniano

El desarrollo de la bandura sin traste fue inventada tardíamente, alrededor de 1800. Este tipo de bandura sustituyó al tipo con traste, y se convirtió en el ancestro de la moderna bandura.
La bandura sufrió significativos cambios en el siglo XX, paralelamente al desarrollo de Ucrania después de la Revolución rusa. Leyes introducidas por el gobierno ruso en 1876 en el Ucase de Ems, restringió severamente el uso del idioma ucraniano, afectando por ello directamente al uso de la bandura.
El tópico que el arte del bardo como intérprete de bandura ciego e itinerante se originó en la discusión del XII Conferencia Arqueológica realizada en Járkov en 1902. Se creyó que el último kobzar ciego fue Ostap Veresái, fallecido en 1890, aunque posteriores investigaciones encontraron seis kobzarís tradicionales ciegos que aún vivían y que tocaron en la conferencia. Con posterioridad, la bandura fue muy popular entre los jóvenes estudiantes. Las cuerdas de tripa fueron reemplazadas por las cuerdas de metal (como norma después de 1902). El número de cuerdas y tamaño de los instrumentos también se incrementó para acomodarse a la producción de sonidos requeridos para las interpretaciones.
Posteriores desarrollos incluyeron un diapasón de metal (introducido en 1912), cuerdas cromáticas adicionales (introducidas en 1925 en los instrumentos utilizados por la Capella Bandurista de Kiev), y mecanismos para una afinación rápida del instrumento (usado por primera vez en 1931).
Aunque los talleres de fabricación en serie de banduras estaban establecidos en un principio fuera de Ucrania (en Moscú en 1908, y en Praga en 1924), la fabricación en serie de banduras se inició en Ucrania en la década de 1930. Después de la Segunda Guerra Mundial, dos fábricas dominaban la fabricación de banduras: la Fábrica de Instrumentos Musicales de Cherníhiv, que produjo más de 30.000 instrumentos entre 1954 y 1991, y la Fábrica de Instrumentos Musicales Trembita en Leópolis, que ha producido sobre 3.000 instrumentos desde 1964.

## Educación

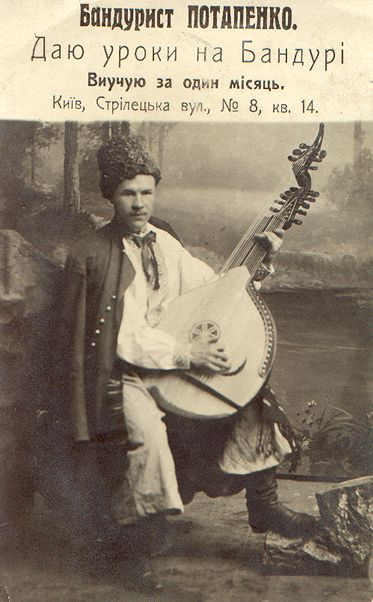
Anuncio de clases de bandura de Vasyl Potápenko en 1925.

La primera mención a una institución para el estudio de la interpretación de la bandura ser remonta a 1738 a la academia de música en Hlújiv donde la bandura y el violín eran impartidos. Fue la primera escuela musical en el Este de Europa y preparó músicos y cantores para el Coro Zarista en San Petersburgo.
En 1908, Mykola Lýsenko en el Instituto de Música y Drama en Kiev empezó a ofrecer clases de interpretación de bandura, siendo el profesor el kobzar Iván Kuchuhura-Kucherenko. Kuchuhura-Kucherenko enseñó brevemente hasta 1911, y algunos intentos de reabrir las clases en 1912 con Gnat Jotkévych, pero su exilio en 1912 y la muerte de Mykola Lysenko lo impidió. Jotkévych fue el primero método para la bandura, que fue publicado en Leópolis en 1909. A este lo siguieron algunos otros específicamente escritores para el instrumento, siendo los más notables de ellos los de Myjailo Domontóvych, Vasyl Shevchenko y Vasyl Ovchýnnikov, escritos entre 1913 y 1914.
Los cursos formales de bandura en el Conservatorio fueron restablecidos solo después de la Revolución rusa, cuando Jotkévych volvió a la enseñanza en Járkov, en el Instituto Muz-Dram. Eso fue seguido del establecimiento en 1923 de la Centro Bandura de Praga con unos 60 alumnos. Otros cursos de bandura empezaron en los conservatorios de Kiev y Odesa en 1930. Entre 1932 y 1933, las clases de bandura fueron disueltas.
Después de la Segunda Guerra Mundial, y particularmente a la muerte de Stalin, los cursos de bandura se restablecieron en las escuelas de música y conservatorios de Ucrania, inicialmente en el conservatorio de Kiev bajo la dirección del alumno de Jotkévych, Volodýmyr Kabachok, que recientemente había sido liberado del campo de trabajo del Gulag en Kolymá.
En la actualidad, todos los conservatorios de música de Ucrania ofrecen cursos avanzados de interpretación de bandura. La enseñanza de la bandura también es impartida en todos los institutos de música y la mayoría de escuelas musicales, siendo posible obtener el grado avanzado en la especialización en la interpretación de bandura y pedagogía. Las más famosas instituciones son la Academia Nacional de Música de Ucrania Chaikovski, la Academia Nacional de Música de Leópolis Mykola Lýsenko y la Universidad de la Cultura de Kiev, principalmente debido a su equipo de profesores. Otros centros que están creciendo en importancia son el Conservatorio de Odesa y la Universidad de la Cultura de Járkov.

### Persecución

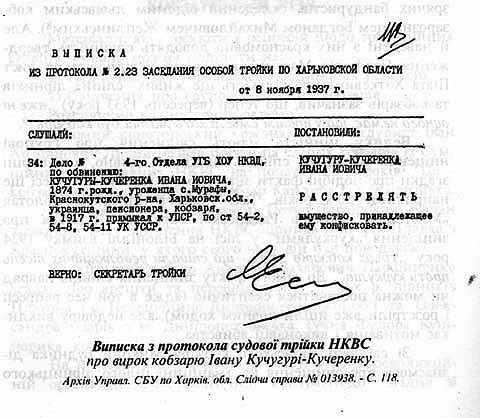
Orden de fusilamiento del kobzar ciego Iván Kuchuhura-Kucherenko firmada por una troika del NKVD, 1937

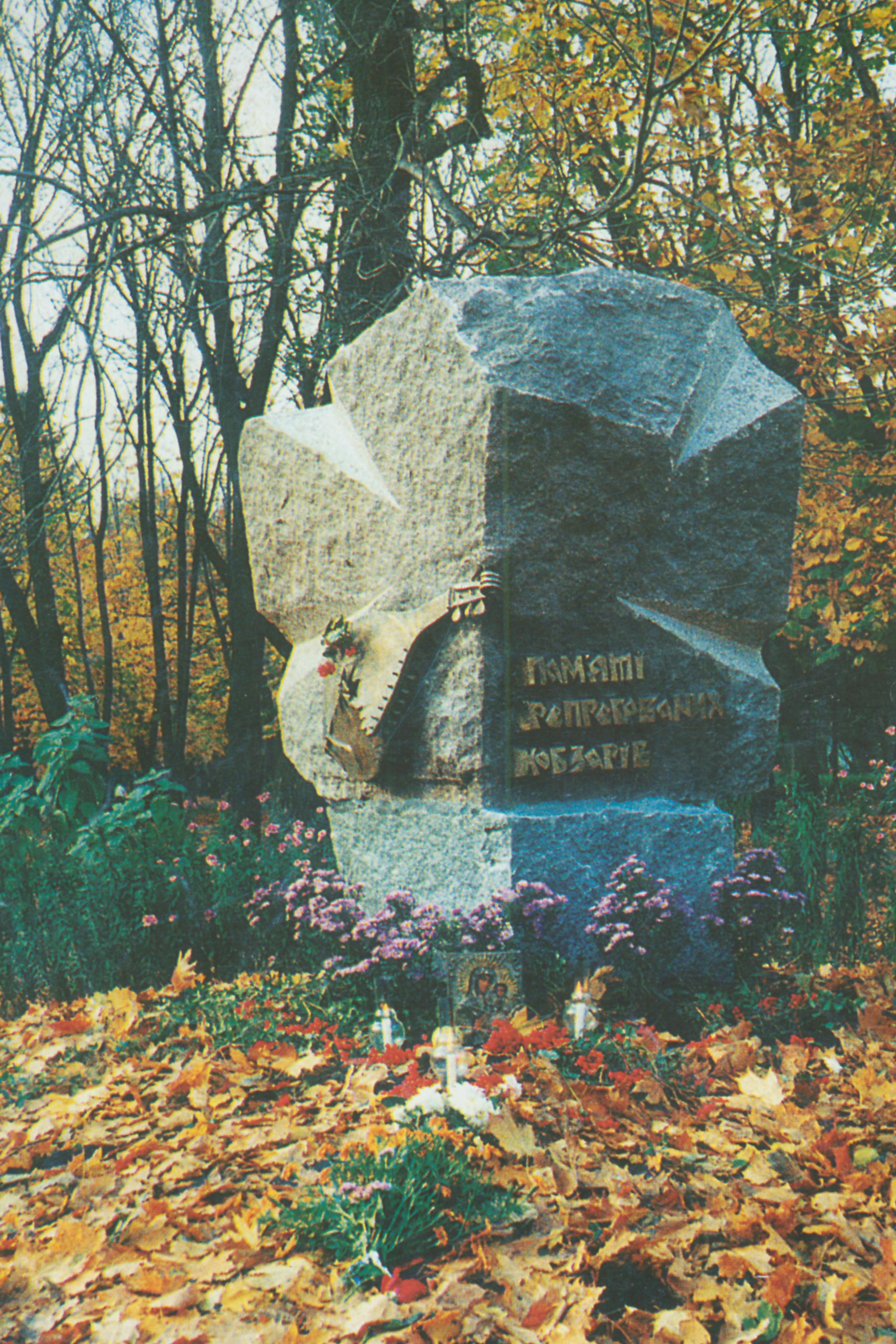
Monumento a los kobzarís asesinados en Járkov.

Muchos banduristas y kobzarís fueron sistemáticamente perseguidos por las autoridades que han controlado Ucrania lo largo del tiempo. Esto se debe a que se asocia la bandura con ciertos aspectos de la Historia de Ucrania, así como la prevalencia de elementos religiosos en el repertorio de los kobzarís que fue adoptado por los banduristas de las últimas épicas. Gran parte de ese repertorio único de la bandura trata de los cosacos ucranianos. Una buena parte del repertorio consiste en cantos para-litúrgicos (kanty) y salmos que eran cantados por los kobzarís a la salida de las iglesias, que al final eran a menudo sospechosos y algunas veces hostiles contra la despótica autoridad rusa.
En la década de 1930, las autoridades soviéticas tomaron medidas para restringir al máximo la cultura ucraniana. Esto incluye el interés en la bandura. Diversas sanciones fueron introducidas para limitar las actividades culturales que eran tildadas de nacionalistas. Cuando esas sanciones probaron que tenían poco efecto en la extinción de tales artefactos culturales, los banduristas con frecuencia fueron objeto de persecución por parte de las autoridades soviéticas. Muchos de ellos fueron detenidos, y algunos ejecutados o enviados a los campos de trabajo del Gulag. En el clímax de la Gran Purga a finales de la década de 1930, la Capella Estatal de Banduristas de Kiev cambió de director artístico cada dos semanas a causa de las detenciones.
En los últimos años, han aparecido significativas evidencias de que a la conferencia etnográfica para banduristas, kobzarís y lírnyks (tocadores de zanfona), organizada en Járkov de diciembre de 1933, asistieron 300 músicos ciegos, que fueron posteriormente ejecutados.
Después de la muerte de Stalin las severas políticas de persecución contra los banduristas cesaron. Muchos banduristas habían sido fusilados o enviados a campos de trabajo soviéticos. Algunos volvieron a Ucrania. Los cursos del conservatorio fueron nuevamente abiertos, así como la fabricación en serie de instrumentos por las fábricas de Cherníhiv y Leópolis.
Aunque la confrontación directa y abierta cesó, el Partido Comunista continuó controlando el desarrollo del arte de la bandura. Una política de feminización de la bandura, restringió el número de hombres banduristas que podían estudiar la bandura (el kobzar era originalmente un dominio exclusivo de los hombres). Había restricciones para la adquisición de un instrumento, y para la publicación de literatura musical para la bandura. Solo a algunos intérpretes de confianza les estuvo permitido tocar, con severa censura y un repertorio restrictivo. Estas restricciones dejaron un significativo impacto en el desarrollo contemporáneo de esta forma de arte.

## Construcción
El respaldo de la bandura tradicional es habitualmente tallado de una sólida pieza de madera (de sauce, álamo, cerezo o arce). Desde la década de 1960, el respaldo pegado de los instrumentos también se hizo común, y más recientemente, se han construido banduras con respaldos de fibra de vidrio. La caja de resonancia está elaborada tradicionalmente de tipos de pinos, normalmente Picea. El mástil y el puente están hechos de maderas duras como el abedul.
Los instrumentos fueron originalmente eran diatónicos, y a pesar de la adición de cuerdas cromáticas en la década de 1920, siguió tocándose como un instrumento diatónico. Muchos de los instrumentos contemporáneos de concierto tienen un mecanismo que permite un rápido cambio entre las dos claves. Estos mecanismos fueron en principio incluidos en los instrumentos de concierto a finales de la década de 1950.
Contribuciones significativas para la construcción de la bandura fueron hechas por Gnat Jotkévych, Leonid Haydamaka, Peter Honcharenko, Iván Skliar, Vasyl Herasymenko y William Vetzal.

## Tipos de banduras
Hoy en día hay cuatro tipos principales de bandura, que difieren de alguna manera en su construcción, sujeción, técnica de interpretación, repertorio y así como en la calidad del sonido que produce.

### La popular o Bandura Starosvitska
La Starosvitska o bandura tradicional auténtica: también se la denomina a veces Clásica o bandura antigua.
Este instrumento normalmente tiene entre 20 y 23 cuerdas que están hechas a mano, no habiendo dos instrumentos exactamente iguales. Los respaldos están normalmente labrados en una única pieza de madera. Las cuerdas están sujetas por clavijas de madera y son de tono diatónico. Tradicionalmente estos instrumentos tenían cuerdas de tripa, aunque a inicios del siglo XX se extendió el uso de cuerdas de acero.
Ha habido un auténtico resurgir de la interpretación en Ucrania que ha sido liderado por Georgy Tkachenko y sus seguidores, destacando Mykola Budnyk, Kost Cheremsky y Mykola Tovkailo.

### Bandura al estilo de Kiev
La Bandura al estilo de Kiev o bandura académica: es el tipo más común de banduras usadas en la actualidad en Ucrania. Estos instrumentos tienen 55-65 cuerdas de metal afinadas cromáticamente en 5 octavas, con o sin mecanismo de retorno. 
Los instrumentos son conocidos como Banduras al estilo de Kiev porque fueron construidas por intérpretes de los pioneros del estilo técnico de Kiev de la Capella Bandurista de Kiev. 
Estos instrumentos son de dos tipos principales: El Prima estándar y los instrumentos de concierto. Difieren en que el Prima tiene un mecanismo de retorno colocado a un lado del instrumento.
Las banduras de Concierto al estilo de Kiev están fabricadas por la Fábrica de Instrumentos Musicales de Cherníhiv o por la Fábrica de Instrumentos Musicales Trembita en Leópolis. Existen instrumentos raros realizados por los talleres de Kiev y de Melnytso-Podilsk.

### Bandura al estilo de Járkov
Estos instrumentos en un principio fueron realizados por artesanos de fuera de Ucrania, aunque en tiempos recientes, poco a poco se han empezado a hacer en Ucrania. Están cordados de forma diatónica con 34-36 cuerdas o de forma cromática con 61-65 cuerdas.
La bandura de Járkov fue desarrollada en un principio por Gnat Jotkévych y Leonid Haydamaka a mediados de la década de 1920. Posteriormente fue perfeccionada por los hermanos Honcharenko. Algunos instrumentos fueron fabricados en la década de 1980 por Vasyl Herasymenko. Actualmente el fabricante canadiense de banduras Bill Vetzal se ha centrado con éxito en la fabricación de este instrumento. Sus últimos instrumentos son totalmente cromáticos con mecanismos, y hechos de fibra de vidrio.

### Bandura de estilo híbrido de Kiev-Járkov
Se han hecho intentos de combinar las características de las banduras de Járkov y Kiev en un instrumento unificado. El primer intento fue realizado por los hermanos Honcharenko en Alemania en 1948. Iván Skliar realizó otros intentos en la década de 1960, y en la década de 1980 por V. Herasymenko y más recientemente por Bill Vetzal en Canadá.

### Banduras orquestales
Las banduras orquestales fueron desarrolladas por primera vez por Leonid Haydamaka en Járkov en 1928 con la intención de ampliar el rango de la sección de banduras de la orquesta de instrumentos populares ucranianos.
Otros instrumentos (al estilo de Kiev) fueron desarrollados por Iván Skliar ser utilizados en la Capella Bandurista de Kiev, particularmente en los tamaños alto, bajo y contrabajo. Estos instrumentos no están disponibles comercialmente y han sido fabricados en muy pequeñas cantidades.

## Música y repertorio
Hasta entrado el siglo XX, el repertorio de la bandura estaba basado principalmente en la tradición oral de canciones vocales acompañadas de la bandura. Esto incluye canciones populares, cantos, salmos, poemas épicos conocidos como Duma. Algunos ritmos de las danzas folclóricas son también parte del repertorio de los intérpretes.

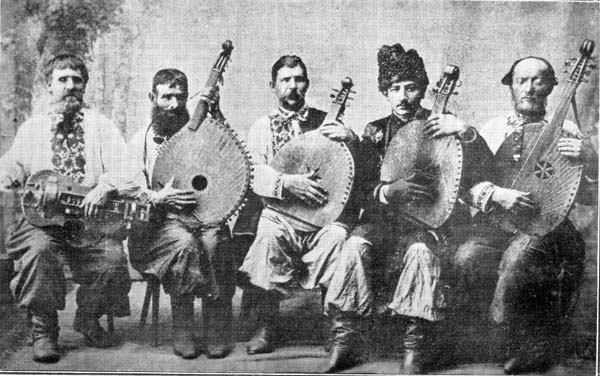
Un tocador de zanfona y cuatro banduristas, Ojtyrka, gobernación de Járkov, 1911.

En 1910, la primera composición para la bandura fue publicada en Kiev por Gnat Jotkévych. Eran unas piezas de la danza ucraniana titulada "Odárochka" para ser interpretada por la bandura del estilo de Járkov. Jotkévych preparó un libro con las piezas en 1912, pero a causa de la detención del editor, nunca fueron impresas. A pesar de las numerosas obras compuestas para el instrumento a finales de la década de 1920 y principio de la década de 1930, y la preparación de estos trabajos, su publicación fue mínima.
Unas cuantas obras para banduras prima fueron publicadas entre 1913 y 1914 por Myjailo Domontóvych, Vasyl Shevchenko y Vasyl Ovchýnnikov, que contenían arreglos de canciones populares ucranianas con acompañamiento de bandura.

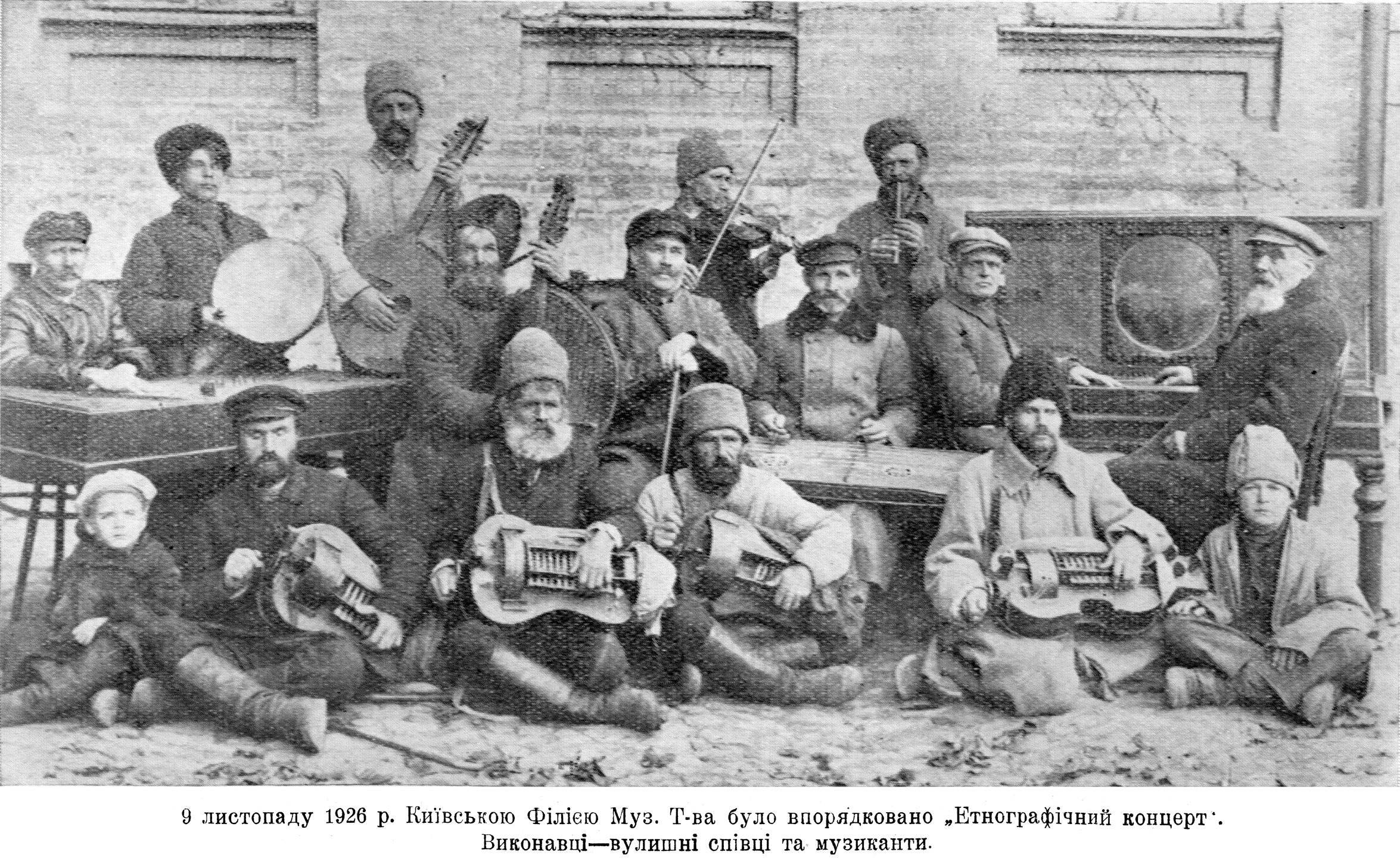
Banduristas, tocadores de zanfona y otros músicos callejeros tradicionales, reunidos para un concierto etnográfico, Kiev, 1926.

En 1926, una colección de composiciones para bandura fueron compiladas por Myjailo Teliha, las cuales fueron publicadas en Praga.
Gnat Jotkévych también preparó unas cuantas colecciones de composiciones y arreglos para bandura en 1928, sin embargo, debido a los dramáticos cambios ocurridos en la Unión Soviética, ninguna de esas colecciones fueron publicadas.
Solo después de la Segunda Guerra Mundial los compositores ucranianos profesionales iniciaron seriamente a componer para la bandura. Los compositores como Mykola Dremliuha, Anatoly Kolomíyetz, Yuriy Oliynyk y Kost Miaskov crearon trabajos complejos como sonatas, suites y conciertos para el instrumento.
En tiempos más recientes, muchos compositores ucranianos han empezado a incorporar la bandura a sus obras orquestales. También han sido reescritas, incorporando la bandura a la orquesta, óperas populares ucranianas como, por ejemplo, la ópera Natalka Poltavka de Mykola Lýsenko, así como obras más recientes como Kupalo de Yevhen Stankóvych o el oratorio El Dniéper Sagrado (Sacred Dnipro, 1993) de Valeri Kiktá.
Compositores occidentales de origen ucraniano como Yuriy Oliynyk y Peter Senchuk han empezado a componer seriamente para la bandura. En Japón, la cantante e intérprete de bandura ucraniana Nataliya Gudziy ha obtenido un reconocimiento artístico destacable con la grabación de varios discos en los que también canta.

## Grupos musicales
El primer grupo pionero de bandura de interpretación como grupo musical en Occidente ha sido el Coro de Banduristas Ucranianos.
Bastantes grupos similares se han hecho populares en los centros ucranianos con pequeños grupos musicales.

## La Bandura en el Arte

Bandura por Karl Heinrich Pasch

En las artes plásticas también se ha representado la bandura de diferentes formas. 